# Michel Andreïevitch de Russie
Michel Andreïevitch de Russie (en russe : Михаил Андреевич), né le 15 juillet 1920 à Versailles et mort le 22 septembre 2008 à Sydney (Australie), est un prince de Russie, membre de la Maison de Holstein-Gottorp-Romanov.

## Biographie
Il est le fils d'André Alexandrovitch et d'Élisabeth Sasso-Ruffo.
Il vit au Royaume-Uni, auprès de sa grand-mère, la grande-duchesse Xenia Alexandrovna de Russie. Lors de la Seconde Guerre mondiale, il s'engage dans la Royal Navy et est employé à l'entretien des avions embarqués. La guerre terminée, il devient ingénieur en aéronautique et s'installe en Australie.
Michel Andreïevitch de Russie est protecteur de l'Ordre de l'Église orthodoxe des Chevaliers Hospitaliers de Saint Jean de Jérusalem, et vice-président de l'Association de la famille Romanov.
Le 18 juillet 1998, en compagnie de son épouse Julienne Crespi, il assiste aux funérailles de Nicolas II et des membres de sa famille.
Il meurt le 22 septembre 2008 à Sydney en Australie, le même jour que son cousin, le prince Mikhaïl Fiodorovitch de Russie. Il est inhumé à l'est de Botany Bay à Sydney.

## Vie privée
Le 24 février 1953, Michel Andreïevitch épouse Jill Murphy (1921-2006), dont il divorce la même année.
Le 23 juillet 1954, il épouse Shirley Grammond (1916-1983).
Le 14 juillet 1993, Michel Andreïevitch, veuf, épouse Julienne Crespi (1930-).

## Généalogie
Michel Andreïevitch de Russie appartient à la quatrième branche issue de la première branche de la Maison d'Oldenbourg-Russie (Holstein-Gottorp-Romanov), elle-même issue de la première branche de la Maison d'Holstein-Gottorp. Ces trois branches sont issues de la première branche de la Maison d'Oldenbourg.
Par sa grand-mère, la grande-duchesse Xenia Alexandrovna de Russie, Michel Andreïevitch est l'arrière-petit-fils de l'empereur Alexandre III et le petit-neveu de Nicolas II ; et par son grand-père, le grand-duc Alexandre Mikhaïlovitch de Russie, le prince est le descendant du tsar Nicolas Ier.